# A Tale of Thousand Stars
A Tale of Thousand Stars (นิทานพันดาว, Ni-than Phan Dao – 1000stars) è una serie televisiva thailandese trasmessa su GMM 25 e Line TV dal 29 gennaio al 2 aprile 2021.

## Trama
L'insegnante volontaria Torfun muore in un tragico incidente e il suo cuore viene trapiantato a Tian, un ricco e viziato ragazzo di Bangkok. Il ragazzo, che si ritrova improvvisamente ad aver bisogno di un trapianto, dopo l'intervento inizia a mettere in discussione il suo stile di vita basato su continue feste e divertimenti. Dopo aver scoperto l'identità della sua donatrice, ed essere entrato in possesso del suo diario, Tian viene a conoscenza della vita, dei segreti e degli interessi di Torfun, oltre alla sua promessa all'ufficiale forestale Phupha di contare con lui mille stelle. Colpito dalla sua storia, Tian decide di seguire le sue orme e completare il suo sogno e si propone come nuovo insegnante volontario nel paesino in montagna dove insegnava la ragazza. Appena arrivato, Tian tenta di fare amicizia con Phupha, ma quest'ultimo è inizialmente freddo e diffidente nei suoi confronti. Pian piano però i due iniziano ad avvicinarsi, ma ogni volta che sono vicini il cuore di Tian batte forte e il ragazzo si rende conto di star iniziando a innamorarsi di lui, proprio come il precedente proprietario del suo cuore.

## Personaggi
- Phupha Viriyanon, interpretato da Pirapat Watthanasetsiri (Earth)
- Tian Sopasitsakun, interpretato da Sahaphap Wongratch (Mix)
- Torfun Chareonpon, interpretata da Saruchana Apisamaimongkol (Aye)
- Tul, interpretato da Nawat Phumphothingam (White)
- Nam, interpretato da Krittania Arsalprakit (Nam)
- Longtae, interpretato da Thanawat Rattanakitpaisarn (Khaotung)
- Yod, interpretato da Nattharat Kornkaew (Champ)
- Rang, interpretato da Sattabut Laedeke (Drake)
- Ayi, interpretato da Kamonlapat Dokmonta (Aum)
- Meejoo, interpretata da Kinuko Woraphanmai (Mayu)
- Khaonueng, interpretato da Achirapol Jinapanyo (Achi)
- Inta, interpretata da Marinda Halpin
- Kalae, interpretato da Gimjeng Yanathip (Gim)